# Snuggan, Lindesbergs kommun
Snuggan är en by och småort i Linde socken i Lindesbergs kommun, Västmanland.